# Dù lượn

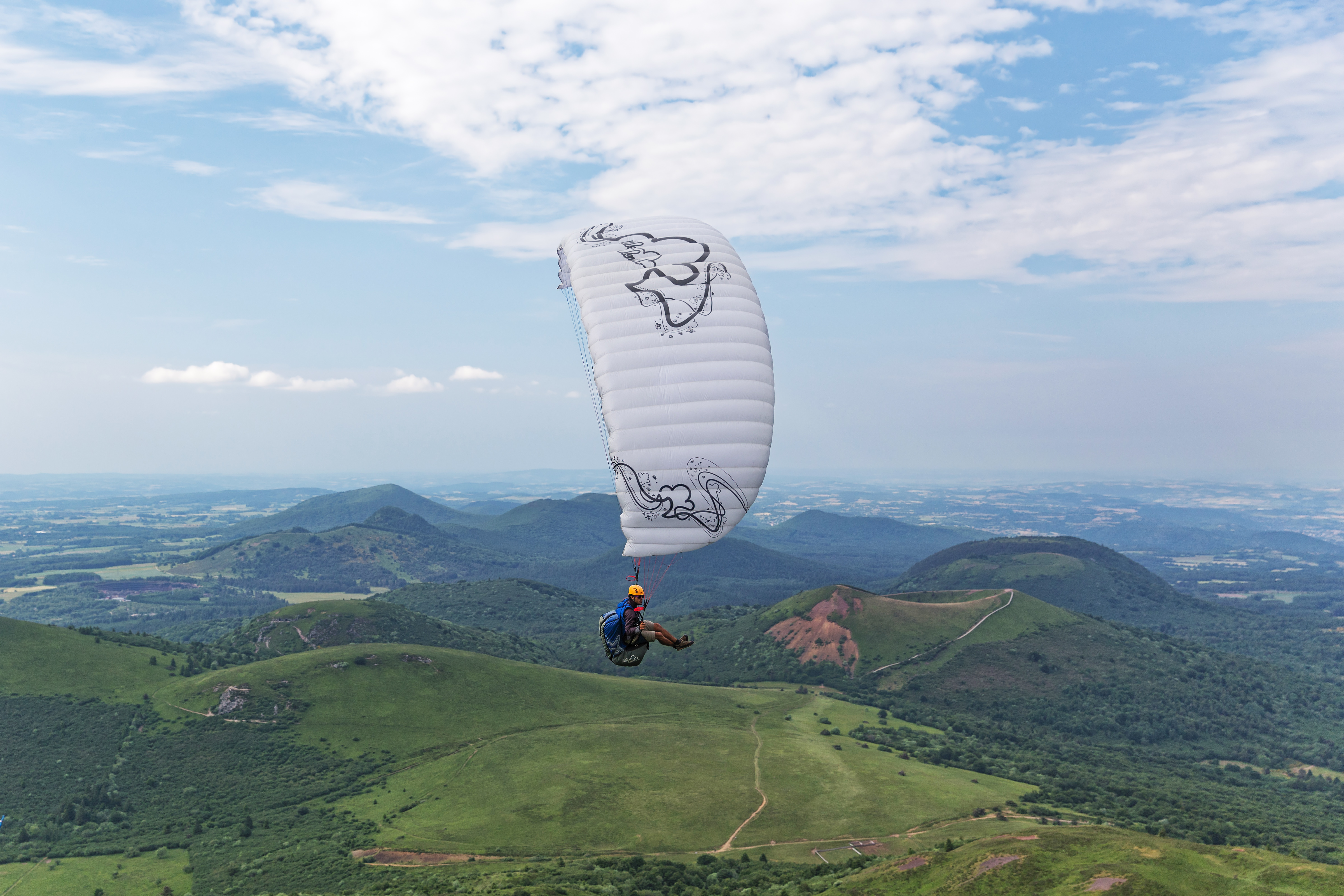

Dù lượn, tiếng Anh gọi là Paragliding, gọi theo tiếng Bồ Đào Nha, Tây Ban Nha và tiếng Pháp là Parapent, là một môn thể thao hàng không giải trí nhưng cũng không kém phần cạnh tranh mang tính chuyên nghiệp.
Dù lượn là hình thức bay tự do, cất cánh bằng chân. Phi công ngồi vào một ghế ngồi được may bằng những dây đai bền chắc (đai ngồi) bên dưới một cánh dù làm bằng vải, được bơm căng đầy không khí để giữ hình dáng khí động học nhờ vào áp lực không khí khi dù di chuyển tràn vào các "xoang dù".

## Lịch sử
Năm 1954, Walter Neumark có ý tưởng khi cho rằng có thể cất cánh bằng chân khi chạy trên một con dốc với một cánh bằng vải. Sau đó một vài vận động viên leo núi đã dùng cách này để lao xuống núi cho nhanh thay vì leo xuống tại dãy núi Alps, Thụy Sĩ.
Năm 1961, Pierre Lemoigne – một kỹ sư pháp cải tiến chiếc dù của lính dù (para-commander) bằng cách cắt bớt một phần phía trước và bên hông của một dù tròn, và có thể kéo lên cao nhờ dây thừng, ngày nay được gọi là dù kéo (parasailing)
Năm 1964, Domina Jalbert – một người Mỹ phát minh ra chiếc dù vuông thể thao mà ngày nay các vận động viên môn rơi tự do vẫn dùng, cấu tạo gồm những xoang khí khi may hở phần trước và đóng phần sau của 2 lớp dù với các vách ngăn. Khi bay dù căng lên giữ biên dạng cho cánh dù tương tự như biên dạng cánh máy bay, được gọi là dù vuông thể thao "parafoil", các loại dù sau này dùng phương pháp bơm căng bằng không khí như vậy gọi là loại dù "ram air"
Trong cùng thời gian đó (1965), David Barish người Mỹ lại nghiên cứu và phát triển một dạng cánh dù (loại sail-wing) cho phép tàu con thoi của Cơ quan Hàng không Vũ trụ Mỹ NASA có thể đáp xuống mặt đất đúng điểm, sau đó ông áp dụng cho việc lượn cặp theo dốc cho môn trượt tuyết nhưng không gặt hái thành công.
Tháng 6 năm 1978, Jean-Claude Bétemps, André Bohn và Gérard Bosson – 3 người Pháp, lấy cảm hứng từ cuốn sách do Dan Poynter viết về sail-wings, đã may một loại dù mới dễ dàng bơm căng khí khi chạy theo một triền đồi. Thử nghiệm bởi Bétemps khi cất cánh tại Pointe du Pertuiset, Mieussy, Pháp thì chỉ bay được 100m. Nhưng sau đó Bohn thử nghiệm lại thì bay được 1000 m, môn Dù lượn từ đó chính thức ra đời.
Kể từ những năm đầu của thập niên 80, các tiến bộ về vật liệu, công nghệ và tính toán đã làm cho dù lượn dần dần thu hút được rất nhiều người quan tâm và tham gia. Giải vô địch thế giới đầu tiên được tổ chức tại Kossen, Áo năm 1989.

## Biến thể

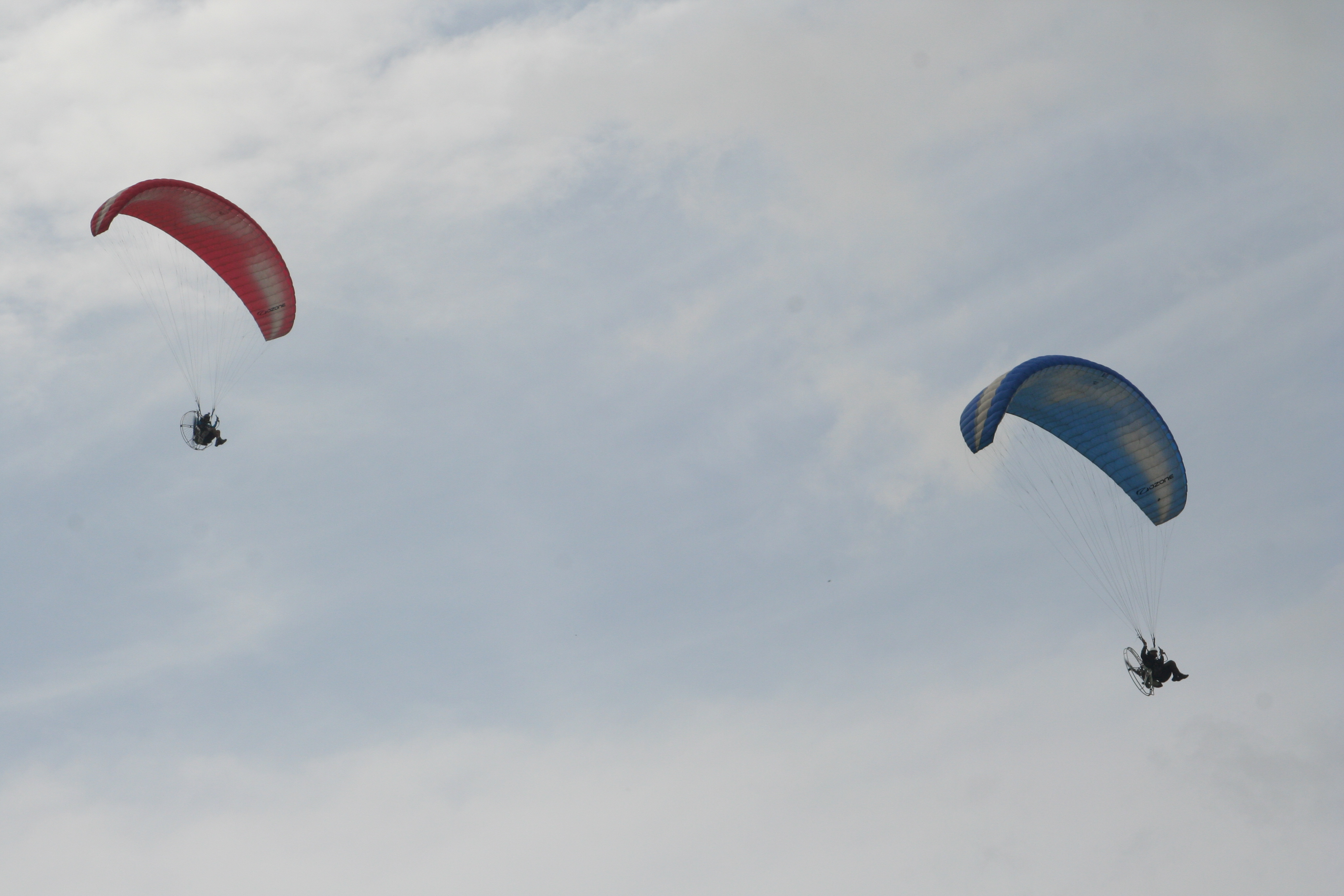
Hai vận động viên Việt Nam đang biểu diễn dù bay ở độ cao thấp

Một biến thể khác của dù lượn là dù bay (Paramotor), là loại hình dù lượn có gắn động cơ. Nguyên lý và các trang bị của dù bay tương đồng gần hoàn toàn với dù lượn, khác biệt lớn nhất là phi công dù bay có đeo thêm một động cơ cánh quạt cỡ nhỏ để tạo lực bay ngang đồng thời hỗ trợ lực nâng thay vì chỉ có lực rơi như dù lượn.

## Cấu tạo và trang bị kèm theo

### Vòm dù

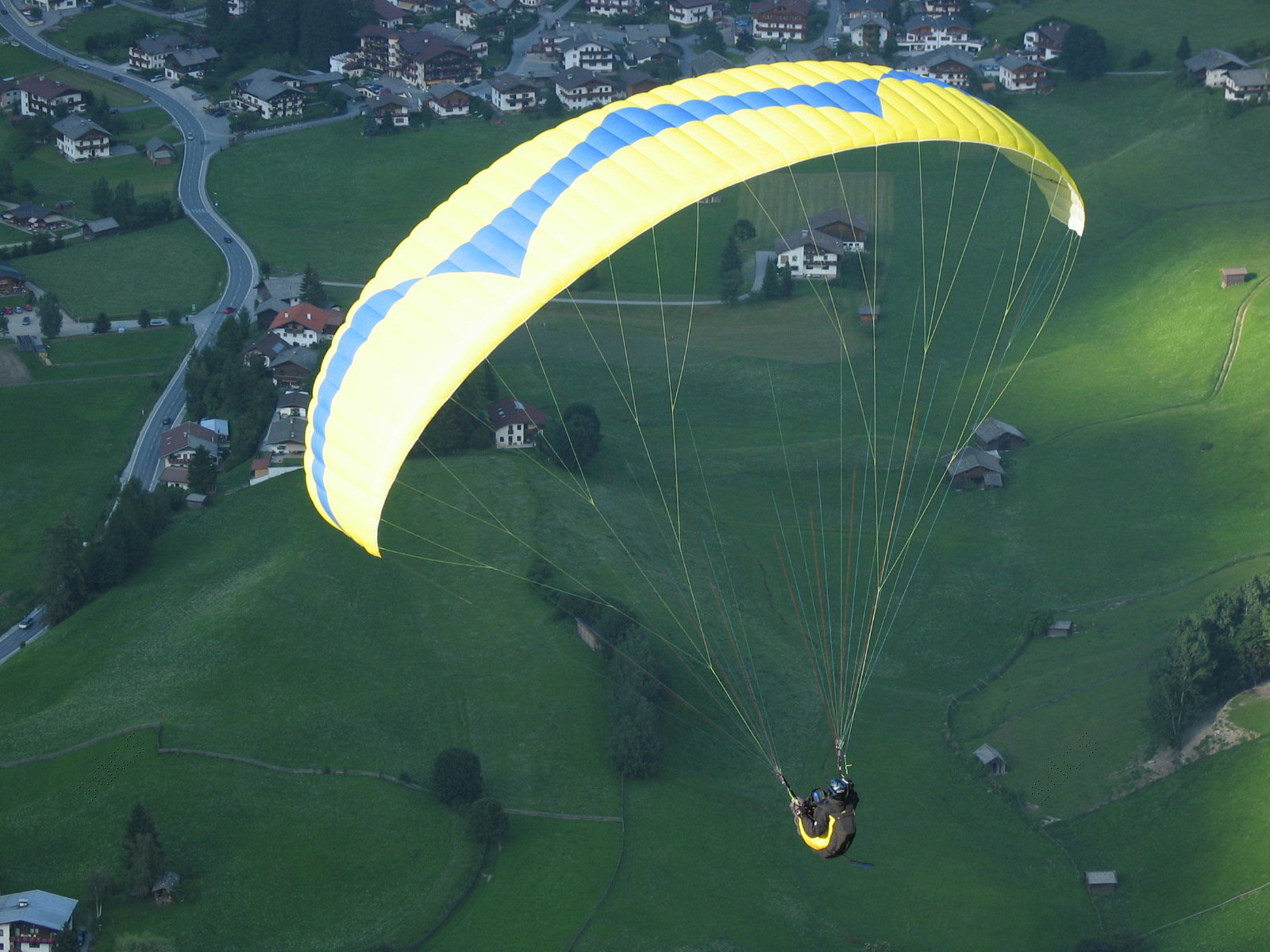
Dù lượn

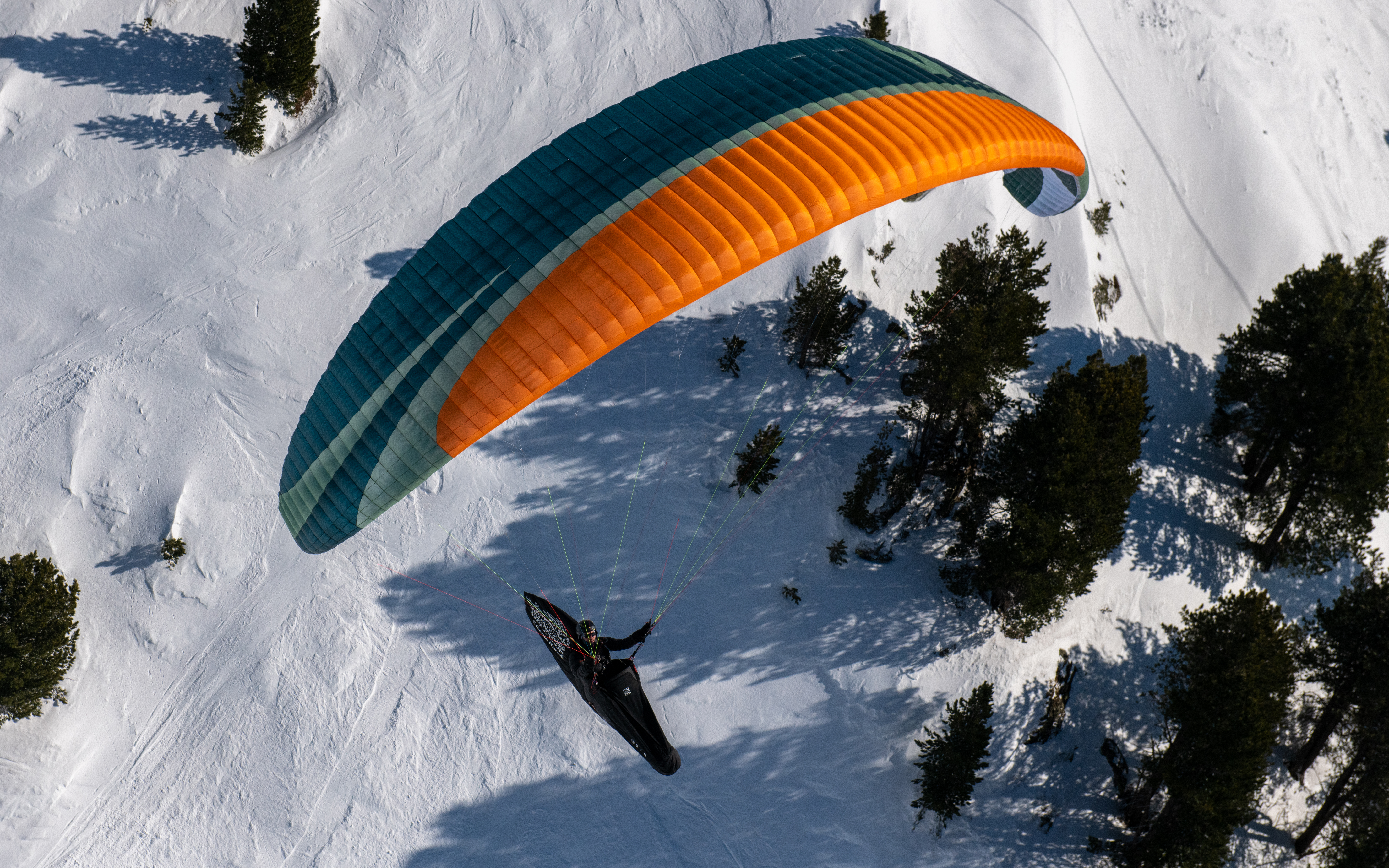

Cánh dù lượn (hay vòm dù, cánh dù), là một hệ thống có thể tự bơm không khí vì được thiết kế thành những xoang dù may bằng vải mỏng tạo thành. Phi công nâng dù bằng cách kéo nhóm dây liên kết với cửa của các xoang dù. Các dây này lại liên kết với các đai nhỏ rồi nối vào móc dù và nối vào đai ngồi.
Khi điều khiển, phi công dùng tay kéo phần thành thoái (phần phía sau của dù) bằng một sợi dây được gọi là dây phanh (dây thắng) làm dù chuyển hướng hay tăng giảm tốc độ.
Phi công được cài vào đai ngồi, cũng là một chiếc ghế có gắn dù dự phòng. Trên đai ghế ngồi có gắn một hệ thống cho phép tăng tốc thêm so với tốc độ trung bình của dù gọi là thanh tăng tốc. Các đai ngồi ngày nay thường có những miếng xốp hay những đệm khí để giảm chấn động cho phi công khi đáp mạnh.
Cánh dù lượn thường có diện tích khoảng 25 -35m², dù đôi có diện tích gần gấp đôi so với dù đơn, sải cánh từ 8 – 12m, nặng từ 3 – 7kg. Một bộ thiết bị dù bao gồm: dù, đai ngồi, dù dự phòng, các thiết bị điện tử, nón bảo hiểm, tất cả nặng khoảng 12 – 18 kg.

### Máy đo độ leo - độ cao

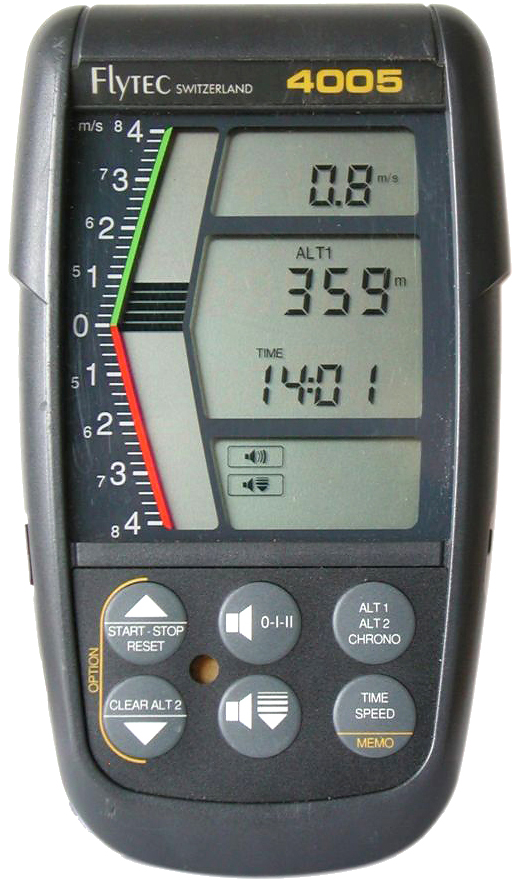
Máy đo độ leo - độ cao

Những con chim trời đều là những động vật cực kỳ nhạy cảm với áp suất không khí, và chúng có thể cảm nhận được việc đang bay lên hay đang bay xuống bằng những bộ cảm biến sinh học rất nhạy cảm, nhưng con người thì không. Con người có thể cảm nhận khi vừa bay vào cột khí nóng, nhưng sau đó lại không biết là hiện tại mình đang bay lên hay bay xuống và như vậy cũng không biết là còn đang bên trong cột khí nóng hay không!?. Các công nghệ tiên tiến ngày nay giúp cho các phi công không những chỉ biết được dù đang bay lên hay xuống mà còn biết dù bay lên hay xuống bao nhiêu mét mỗi giây nhờ vào thiết bị đo độ leo, với những bộ cảm biến điện tử rất nhạy cảm bên trong.
Máy đo độ leo cũng là máy tích hợp máy đo độ cao, luôn hiển thị cho phi công biết tốc độ leo của dù trong mỗi giây (- khi bay xuống, + khi bay lên). Đồng thời hiển thị độ cao, và có thể chọn hiển thị độ cao so với mặt đất hay độ cao so với mực nước biển. Công dụng chính của máy đo độ leo là giúp phi công tìm ra và duy trì đường bay luôn nằm trong cột khí nóng hay khu vực tạo lực nâng rồi điều khiển dù để đạt độ cao như mong muốn.

### Máy bộ đàm, liên lạc vô tuyến - Radio

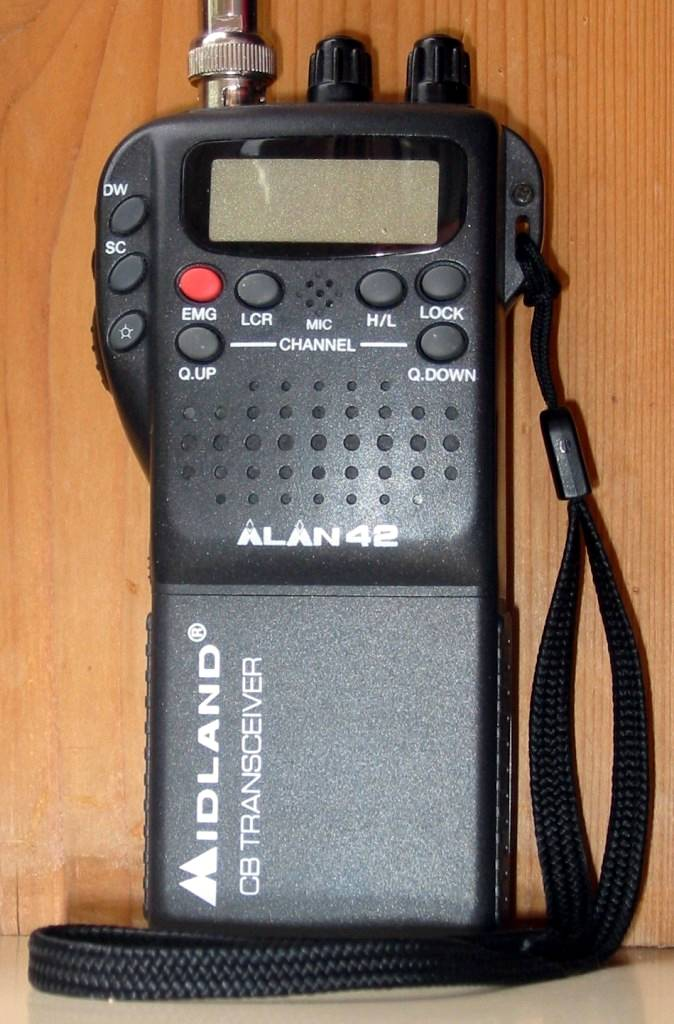
Máy bộ đàm

Máy bộ đàm là máy liên lạc vô tuyến dùng để liên lạc giữa phi công và phi công, phi công và mặt đất... Việc liên lạc này rất quan trọng trong khi huấn luyện, và hữu ích trong việc liên lạc giữa các phi công trong quá trình bay, họ có thể trao đổi về tình huống thời tiết, các sự cố, cảnh báo, và những báo cáo về lộ trình bay, điểm đáp.
Thường các radio được dùng là những radio có tần số FM, VHF hay UHF vừa thu vừa phát, thông dụng nhất là những máy bộ đàm có tần số 144 – 148 MHz. Để quá trình bay diễn ra thuận tiện hơn, các loa nghe thường nằm trong mũ bảo hiểm, các nút bấm để nói (push to talk – PTT) được thiết kế trên mũ luôn hoặc nằm nơi ngón tay để việc bấm – nói dễ dàng hơn.

### Máy định vị toàn cầu –GPS(Global Positioning System)
Là thiết bị rất cần thiết cho những phi công bay khoảng cách xa. Máy giúp phi công ghi lại bằng các vector đồ họa toàn bộ đường bay nhằm dẫn đường hay ghi lại các điểm nút địa danh (waypoint) mà dù bay qua. Sau khi kết thúc chuyến bay, phi công có thể xem lại đường bay và cả những thông số liên quan đến đường bay đó như tốc độ (tốc độ mặt đất), độ cao, ngày giờ… phi công sẽ rút tỉa được những kinh nghiệm và khả năng của mình. Việc lưu lại bản đồ bay này có thể được thực hiện trên máy tính với nhiều máy GPS khác nhau, Ban Giám khảo của các giải đấu cũng qua đó có thể chấm giải một cách khách quan hơn. Phi công cũng có thể tải vào máy những nơi không được phép bay qua như khu quân sự, khu vực dân cư, nhiều dây điện cao thế hay đánh dấu những nơi được ban giám khảo quy định phải bay qua, hay đường bay yêu cầu đối với những phi công không thông thuộc địa hình mới.

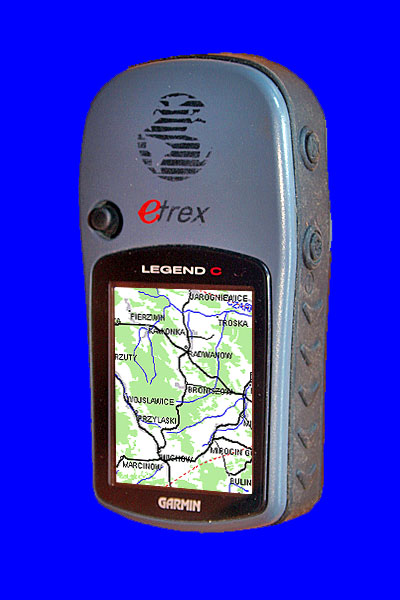
Máy định vị toàn cầu

Khi lên kết với máy tính, các phần mềm hỗ trợ ngày nay giúp phi công thể hiện lại toàn cảnh quá trình bay theo không gian 3 chiều,

### Tỉ số lượn
(glide ratio - là độ lượn xa tối đa khi dù ở 1 đơn vị chiều cao) cho dù thông thường là 6:1 (bay xa 6 km nếu bay từ độ cao 1 km), và khoảng 10:1 cho các loại dù lượn cho phi công chuyên nghiệp hay các đấu thủ đẳng cấp cao (trong khi đó diều lượn là 15:1 và tàu lượn là 60:1). Tốc độ tối thiểu có thể mất lực năng (triệt nâng) của dù lượn là 20 km/giờ tốc độ tối đa có thể đạt tới 65km/giờ (tốc độ dòng không khí qua dù).
Vật liệu may cánh dù là những loại vải được sản xuất theo công nghệ cao, không thấm không khí như Porcher, Gelvenor. Dây dù được làm những loại sợi tổng hợp rất chắc như kevlar, aramid.
Để bảo quản dù, sau khi xếp dù thì dù được cột vào đai ngồi rồi cho vào túi. Túi đựng dù được cho vào đai ngồi trong khi bay. Một vài Hãng sản xuất gần đây cho ra đời những sản phẩm là kết hợp đai ngồi và túi dù là một, như vậy chỉ cần lộn đai ngồi thì sẽ có một túi đựng dù.
Dù đôi, được thiết kế để bay hai người, phi công và hành khách. Tuy có diện tích rộng hơn nhưng thiết kế cũng tương tự như dù đơn, lực nâng đủ cho 2 người. Dù đôi bay nhanh hơn dù thông thường một chút nhưng có cấu tạo rất an toàn và rất hiếm khi bị xẹp khi đang bay, tuy nhiên tỷ số góc lượn không cao như dù đơn.

## Quá trình bay
Dù lượn là một thiết bị bay không động cơ, những luồng gió giúp dù ở trên cao hàng giờ, những cơn gió như vậy được sinh ra từ 2 nguồn:
- Khi mặt trời đốt nóng mặt đất, những cột không khí nóng nhẹ hơn sẽ bay lên cao tạo thành những cột khí nóng (thermal)
- Khi gió thổi trực diện vào một vách núi, không khí chuyển hướng từ dưới lên trên tạo lực nâng theo dòng không khí giúp dù duy trì độ cao, lực nâng theo vách núi này không thể đưa dù lên cao như kiểu nâng theo cột khí nóng. Được gọi là bay theo vách núi (ridge soaring)

### Cất cánh
Không khác các máy bay khi cất cánh, dù cũng cất cánh ngược gió. Khi bay theo cột khí nóng, phi công đôi khi cất cánh trong điều kiện không gió để rồi tìm kiếm các cột khí nóng trong không khí. Khi ít gió hay khi không có gió, phi công phải cất cánh xuôi, có nghĩa là phi công phải chạy về phía trước, mặt nhìn về nơi xuất phát của gió để có thể bơm căng cánh dù và chạy lấy đà.
Khi gió vừa đủ mạnh, phi công có thể cất cánh ngược, mặt của phi công nhìn vào dù rồi dùng động tác đưa dù lên đỉnh đầu và xoay người lại để lấy đà cất cánh. Cất cánh ngược đòi hỏi kỹ năng tốt, nhưng dù sẽ được đưa lên đỉnh đầu trong trạng thái cân bằng hơn vì phi công luôn quan sát được tình trạng dù, các dây dù khi toàn bộ dù nhấc khỏi mặt đất. Và cũng an toàn hơn nếu như gió mạnh đẩy dù về sau, trong khi đó cất cánh xuôi có thể lôi phi công bật ra sau nếu gíó mạnh. Phương pháp cất cánh ngược này, phi công có thể bước lùi trong khi vẫn có thể dùng tay điều chỉnh và đưa dù về trạng thái sẵn sàng cất cánh trước khi quyết định xoay người để cất cánh, như vậy nếu bị vấp té ra sau khi đang bước lùi thì cũng không ngã bật ra sau, vì lúc này các dây dù đang căng lên ngay phía trước mặt của phi công.
Ở những nơi bằng phẳng hơn, không có độ cao để cất cánh, có thể cất cánh bằng một hệ thống dây kéo, tời (Towing, Winch). Sau khi được kéo lên đến độ cao cần thiết, thường trong khoảng 100 – 400m, phi công sẽ chủ động ngắt dây, phương pháp cất cánh này đòi hỏi phải được huấn luyện một cách chuyên nghiệp cho người điều khiển thiết bị kéo dù lẫn người được kéo dù. Dù dùng cho phương pháp cất cánh này cũng là dù được thiết kế thích hợp cho việc kéo dù, trên đầu mút cánh dù thường ghi rõ dù này có thích hợp cho kéo dù hay không. Cất cánh và bay bằng phương pháp này hoàn toàn khác với các kiểu bay thông thường, trình độ căn bản được khuyến cáo không nên dùng cách cất cánh này để bay mà chỉ nên tập luyện với độ cao thấp mà thôi. Tại một số quốc gia trên thế giới phương pháp này được quy định là phải dùng thiết bị kéo cố định và được kiểm tra chất lượng trước khi dùng cho việc kéo dù.
Đáp là một quá trình bao gồm: bay ngược gió, giảm tốc độ, giảm độ cao, tiếp đất bằng động tác phanh tối đa, chân chạm đất trong tư thế chạy về trước. Góc đáp dù còn tùy thuộc vào tốc độ gió.

### Điều khiển dù
Phi công dùng tay giữ hai dây phanh (hay dây lái), hai dây này được nối với phần sau của cánh dù. Khi kéo cả hai bên dây lái, góc tấn tăng (góc tấn là góc hợp thành bởi phương di chuyển của dù và đường trục chính của dù), điều này làm tăng lực nâng đôi chút nhưng cũng tăng lực cản làm dù chậm lại, dây lái lúc này có tác dụng tương tự như cánh tà của máy bay (tiếng Anh gọi là flap).
Nếu kéo 1 bên nhóm dây lái kết hợp nhẹ nhàng với việc nghiêng người sang cùng bên khi phi công đang ngồi trong đai ngồi, dù sẽ chuyển hướng sang một bên, lái kết hợp với việc nghiêng người, gọi là lái bằng trọng lực (cánh diều lượn cũng được điều khiển tương tự kiểu này, tiếng Anh gọi là "weight shift"). Điều chỉnh cho tốc độ bay của dù nhanh hơn bình thường là khi phi công dùng dây tăng tốc được thiết kế trong đai ngồi, khi thực hiện việc tăng tốc phi công sẽ dùng chân làm căng dây tăng tốc, lúc đó phần thành tiến của dù (phần trước của dù) sẽ hơi bị kéo xuống làm giảm góc tấn, bớt sức cản và dù sẽ tăng thêm tốc độ.
Trong một vài trường, phi công muốn giảm độ cao một cách nhanh chóng, anh ta (hay cô ta) sẽ làm giảm diện tích của dù bằng cách làm xẹp một phần ở cả hai bên đầu mút cánh dù, động tác này gọi là động tác tai voi (tiếng Anh gọi là "Big ear"). Động thái này không những làm giảm diện tích của dù và làm giảm lực nâng nhưng lại làm tăng lực cản nên dù bay chậm hơn (vì thông thường giảm diện tích lại làm dù bay nhanh hơn).
Một động tác khác có thể làm dù giảm độ cao nhanh chóng đó là giảm lực nâng bằng nhóm dây B (gọi là "B Stall"), hoặc bay thắt vòng xuyến, bay khoan (gọi là "spiral dive, spin"). Những động tác này nguy hiểm hay không cũng tùy vào từng loại dù và khả năng của phi công, thường thì các phi công đều tránh những động tác có thể đem lại những trường hợp nguy hiểm hay phải xử lý phức tạp.

### Bay cặp vách núi - Ridge soaring
Trong cách bay này, phi công điều khiển cho cho dù bay cặp theo sườn núi, lợi dụng dòng di chuyển của không khí khi gió thổi vào. Bay cặp vách núi yêu cầu gió ổn định, thổi đều vào sườn núi chạy dài và gần như vuông góc với hướng gió. Mức độ đáp ứng để có thể bay nhanh hay chậm, lực nâng nhiều hay ít của cánh dù còn tùy thuộc vào tính năng của Dù khi xuất Xưởng và kỹ năng của phi công.
Với gió yếu, lực nâng chỉ đủ để dù có thể cho phép phi công cất cánh và làm một đường bay ngắn rồi lại đáp. Với sức gió vừa phải (còn tùy loại dù đáp ứng), lực nâng cho phép dù bay lượn dọc theo sườn dốc và bay lên trên cao hơn cả sườn núi. Nhưng nếu gió quá mạnh, dù có nguy cơ sẽ bị đẩy lùi về phía sau (bay lùi), và ra phía sau của sườn núi, như vậy rất nguy hiểm vì đó là nơi những dòng khí nhiễu loạn (dòng khí quẩn).
Khi bay cặp vách núi với tốc độ gió vừa phải, phi công có thể khéo léo đáp dù xuống ngay nơi vừa cất cánh trên đỉnh hoặc ngay triền dốc không xa nơi cất cánh để tiết kiệm thời gian sau khi bay xong và trở về hoặc lại cất cánh lần nữa.

### Bay theo cột khí nóng - Thermal flying
Khi mặt trời lên cao đốt nóng mặt đất, có những vùng được đốt nóng hơn so với những nơi khác (nhiệt độ khác nhau khi mặt trời chiếu vào một khoảng rừng hay một cánh đồng khô…), không khí tại những nơi nóng hơn sẽ bốc lên cao thành những cột khí nóng. Những cột khí nóng được hình thành sẽ bốc thẳng lên cao, nhưng gió thổi ngang làm cho chúng bốc lên với góc nghiêng. Khối khí nóng hình thành khi không còn nguồn cung cấp năng lượng cho cột khí nóng.
Khi phi công tìm thấy cột khí nóng, phi công sẽ điều khiển cho dù bay theo hình vòng tròn phía trong của biên dạng cột khí nóng và giữ đường bay này sao có cho lực nâng tốt nhất. Phần lớn phi công đều sử dụng máy báo độ leo và độ cao (vario meter) để nhận biết tốc độ leo của dù, các thông số của máy sẽ cho phép phi công bay trong những vùng có lực nâng tốt nhất. Bay theo biên dạng của cột khí nóng là một lý thuyết đơn giản: bay vòng tròn siết chặt hơn, nhỏ hơn sẽ ít nâng hơn, bay với đường bay tròn rộng hơn sẽ nâng nhiều hơn. Vùng bên ngoài bên cạnh cột khí nóng thường không tạo ra lực nâng và dù sẽ mất lực nâng và mất cao độ khá nhanh, và ngay trong những cột khí nóng có những dòng không khí nquẩn bên trong làm cho dù có khi mất cân bằng, chòng chành như con thuyền trên sóng lớn, có khi làm xẹp dù khi vào những cột khí nóng có lực nâng quá mạnh.
Bay theo dòng khí nóng là hình thức bay đòi hỏi phi công phải tốn thời gian để luyện tập, một phi công nhiều giờ bay hoàn toàn khác với một phi công ít giờ bay, một phi công có kỹ năng tốt sẽ có thể bay theo dòng khí nóng lên đến chân mây (cloud base) và đi rất xa.

### Bay việt dã - Bay đường trường - Xc cross country
Khi đã thuần thục kỹ năng bay trong dòng khí nóng, phi công sẽ theo những dòng khí nóng nối tiếp nhau để có thể bay thật xa gọi là bay đường trường hay bay việt dã. Khi bay đường trường, phi công sẽ lợi dụng dòng khí nóng bay lên cao và lượn ra ngoài dòng khí nóng này theo hướng muốn bay đến.
Trên đường đi, phi công sẽ tìm và lại bay theo những cột khí nóng gặp được trên đường đi. Việc tìm ra những cột khí nóng là kinh nghiệm riêng của mỗi phi công, nhưng thường có thể bắt đầu bằng việc nhận định địa hình bên dưới hay việc nhận định hình dạng và tính chất của những đám mây tích thành khối (cumulus), những đám mây này đánh dấu một cách tự nhiên nơi xuất hiện cột khí nóng. Độ ẩm trong không khí và mật độ không khí khi đạt đến độ ngưng tụ sương sẽ tạo ra mây. Khi bay đường trường, phi công không những phải có những kỹ năng bay trong cột khí nóng mà còn phải hiểu luật bay, quy tắc bay, có bản đồ bay chỉ rõ những khu vực không được bay vào, vùng cấm bay, trần bay tối đa…

### Bị xếp dù – Collapses
Khi bay trong dòng không khí nhiễu loạn, dòng khí quẩn (turbulent), dù có thể bị xếp một phần hay toàn phần. Những dù hiện đại ngày nay, hiện tượng xếp hay xẹp dù có thể được phục hồi tự động mà không cần đến xử lý của phi công bởi cấu tạo của dù với các thiết kế được tính toán bằng các ứng dụng khí động học tiên tiến ngày nay. Trong những trường hợp hiếm gặp khác, khi dù không tự động phục hồi trở về trạng thái duy trì lực nâng, phi công có thể mở dù dự phòng để có thể hạ cánh an toàn.
Thật may mắn là có rất hiếm trường hợp phải mở dù dự phòng trong khi bay ngày nay, tuy nhiên nếu sự cố xảy ra trong khi dù bay ở độ cao quá thấp như lúc mới cất cánh hay gần bãi đáp, thì có thể dù sẽ không còn thời gian để phục hồi trạng thái, lúc đó ngay cả dù dự phòng cũng không có đủ thời gian để mở ra, trường hợp này có thể mang lại những hậu quả là những chấn thương nghiêm trọng hay tử vong. Xẹp dù và những trạng thái bay nguy hiểm sẽ được giảm thiểu nếu ta chọn đúng dù thích hợp, đúng điều kiện thời tiết tốt, đúng nơi đúng chỗ, tuân thủ các quy tắc an toàn bay và thường xuyên trau dồi kinh nghiệm.

## Các giải thi đấu
Có nhiều phi công hoàn toàn không vừa lòng khi chỉ bay lượn đơn thuần, họ muốn chinh phục những đoạn đường xa hơn, hoặc bay cao hơn, hay bay nhào lộn như làm xiếc xem ai đẹp hơn. Để có thể phân định ai giỏi hơn, các giải thi đấu cũng vì vậy ra đời, không những có thể phân ranh thắng bại cho việc ai bay xa hơn, ai nhào lộn đẹp hơn, ai đáp chính xác hơn… mà còn là dịp phi công của nhiều quốc gia gặp nhau trao đổi kinh nghiệm, kết bạn, nhà sản xuất giới thiệu công nghệ và sản phẩm mới. Các giải đấu của thế giới thường là:
- Giải Liên Đoàn bay việt dã (cross country – XC) – tổ chức hàng năm xem ai bay xa nhất.
- Giải vô đich thế giới, với những bài bay bắt buộc như bay qua những điểm định trước.
- Giải bay và đáp chính xác, điểm đáp là một vòng tròn nhỏ như miệng một cái lọ mứt.
- Giải bay nhào lộn và bay nguy hiểm đến ngẹt thở. Được tổ chức với các quy tắc an toàn nghiêm ngặt như: phải nhào lộn trên mặt nước, có dù dự phòng, tàu cao tốc cứu hộ…
- Các giải bay trong nước và quốc tế để xác lập kỷ lục thế giới hay quốc gia đó như: bay cao nhất, bay xa nhất, bay qua 3 điểm định trước (tam giác), bay đến một điểm định trước, bay qua 3 điểm định trước với độ dài 100 km.

Dù dùng cho các giải đấu này và cho các ứng dụng khác nhau như nhào lộn hay bay xa đều được thiết kế đặc biệt cho ứng dụng đó. Tầm bay xa cũng như tốc độ hoàn toàn khác biệt so với dù giải trí thông thường.

## An toàn bay
Dù lượn là một môn thể thao mang rất nhiều yếu tố mạo hiểm. Nhưng nó lại là một môn thể thao cảm giác mạnh mà khi đã "sa chân" thì sẽ yêu mến nó mà không dứt ra được. Phi công ai ai cũngmuốn được bay trong một môi trường an toàn, tránh những yếu tố rủi ro trong khi có thể phòng tránh được, một vài nguyên tắc nên tránh như sau:
Bay trong những cột khí nóng có tốc độ leo chết người, quá mãnh liệt, chênh lệch nhiệt độ giữa cột khí nóng và môi trường xung quanh quá cao, khi bay vào khu vực này, dù có thể bị xẹp toàn phần và đòi hỏi phi công phải có những phản ứng thích hợp, bay trong môi trường này rất căng thẳng.
- Bay trong lúc gió mạnh, nếu đang bay gió mạnh lên thì cẩn thận khi đáp, gió mạnh hơn sẽ thổi lùi dù về phía sau của dãy núi nơi không có lực nâng mà có khi là nơi có rất nhiều dòng khí quẩn, hay các dòng khí cuộn (rotor) hay có khi thổi lùi dù vào vách núi, trong điều kiện này có thể xẹp dù mà không thể khôi phục, phản ứng hay nhất là bật dù dự phòng.
- Bay bên dưới những đám mây tích khổng lồ, đám mây này lại được tăng cường bằng một cột khí nóng khác chuyển động lên cao nhanh hơn tốc độ leo của dù, như vậy sinh ra rất nhiều dòng không khí quẩn mãnh liệt, dù dễ dàng bị xẹp hay xoắn vào nhau.

Hạ cánh trong điều kiện không an toàn như đáp phía sau những vật cản như cây cối, nhà cửa, khi dòng không khí trườn qua các vật cản này sẽ làm sản sinh ra dòng không khí cuộn có thể làm xếp dù, hay chọn điểm đáp gần dây điện.
- Phi công vô tâm, không giữ an toàn cho các phi công khác hay cho chính mình. Phi công coi thường các chỉ dẫn về an toàn bay.
- An toàn bay cũng bao gồm cả việc kiểm tra trước khi cất cánh, mũ bảo hiểm hay đai ngồi đúng tiêu chuẩn, dù dự bị, quan sát trước khi cất cánh và bảo quản dù…

Những phi công muốn có thêm những cảm giác bay thách thức hơn, có thể học nâng cao với hình thức bay "mô phỏng tình huống có sự cố - SIV" (simulation d’incidents de vol) qua những khóa học nâng cao, qua khóa học này phi công được học để làm thế nào có thể tạo ra được những tình huống gặp sự cố có thể xảy ra khi bay rồi thoát ra khỏi tình huống đó. Để thực hiện những động tác khó này, học viên được huấn luyện viên điều khiển qua máy bộ đàm trên một mặt hồ rộng lớn, phi công sẽ thận trọng đưa dù vào tình huống xẹp dù, triệt nâng (stall), bay khoan (spin) v..v…. Rồi làm sao khôi phục dù về trạng thái ban đầu.
Trong khi thực hiện những thao tác này, có lúc xảy ra tình huống rất nghiêm trọng sẽ được huấn luyện viên hướng dẫn thao tác. Một phi công luôn luôn tuân theo chỉ dẫn và có trách thì trong trường hợp xấu nhất cũng chỉ là những chấn thương không đáng kể, trong khi những phi công quá mạo hiểm và coi thường cảnh báo hay chỉ dẫn của HLV có thể gặt hái những chấn thương như gãy cổ chân hay chấn thương cột sống và luôn bay trong trạng thái tim đập thình thịch.

## Kỷ lục thế giới
- Bay xa: ngày 14 tháng 12 năm 2008, kỷ lục thế giới được xác lập bởi thành tích của Nevil Hulett người Nam Phi, với độ dài đoạn đường là 502,2 km trong 7 giờ 39 phút, địa điểm bay tại Nam Phi. Kỷ lục trước đó là 461.6 km do Frank Brown, Marcelo Prieto và Rafael Monteiro Saladini người Brazil lập ở Quixadá – Duque, Brasil vào ngày 14 tháng 11 năm 2007.
- Bay cao: kỷ lục thế giới được công nhận chính thức là 4526m so với mực nước biển của một người Anh tên Robbie Whittal xác lập ngày 06 tháng 01 năm 1993 tại Brandvlei, Nam Phi. Nhưng sau đó có rất nhiều người đã phá kỷ lục này nhưng không đăng ký thành kỷ lục.

Ngày 14 tháng 02 năm 2007, một phi công nữ của Đức tên Ewa Wisnierska đạt độ cao 9947m so với mực nước biển trong một tình huống gặp sự cố khi đang bay gần một đám mây và bị hút lên cao do cấu tạo của đám mây này có áp xuất thấp hơn rất nhiều so với môi trường bên dưới, đám mây này hình thành một cơn bão trên cao. Địa điểm bay thuộc Tamworth, Úc. Sau khi bị hút vào đám mây này, phi công đã bất tỉnh do thiếu oxy và vì lạnh khi cô ta gần như bị đóng băng trên cao độ này. Nhưng thật may mắn là cô ta sống sót và hạ cánh. Một phi công Đài Loan bay chung và cũng gặp tình huống tương tự nhưng lại không may mắn như Ewa.

## Số lượng phi công trên thế giới
Số lượng phi công trên thế giới là một con số phỏng chừng và lớn lên từng ngày. Nước có số phi công cao nhất là Pháp với hơn 25 ngàn phi công. Kế đến là Đức, Áo, Thụy Sĩ, Nhật, Hàn Quốc trong khoảng 15 – 20 ngàn, rồi đến Ý, Anh, Tây Ban Nha khoảng 7-10 ngàn, Mỹ có khoảng 4500 phi công (số liệu năm 2004)
Dù lượn được 2 phi công người Pháp là Stephane và Didier du nhập vào Việt Nam từ năm 1994 ở Đà Lạt. Câu lạc bộ dù lượn đầu tiên của người Việt được Phạm Duy Long thành lập năm 2002 lấy tên là Vietwings. Hiện nay, số lượng phi công dù lượn tại Việt Nam khoảng trên dưới 100 người thuộc các câu lạc bộ ở hai miền là: Vietwings (2002), Mê Kông (2006) Vietwings Hanoi (2007), Hà Nội Paragliding (2007) và Saigon Flying Club (2010).

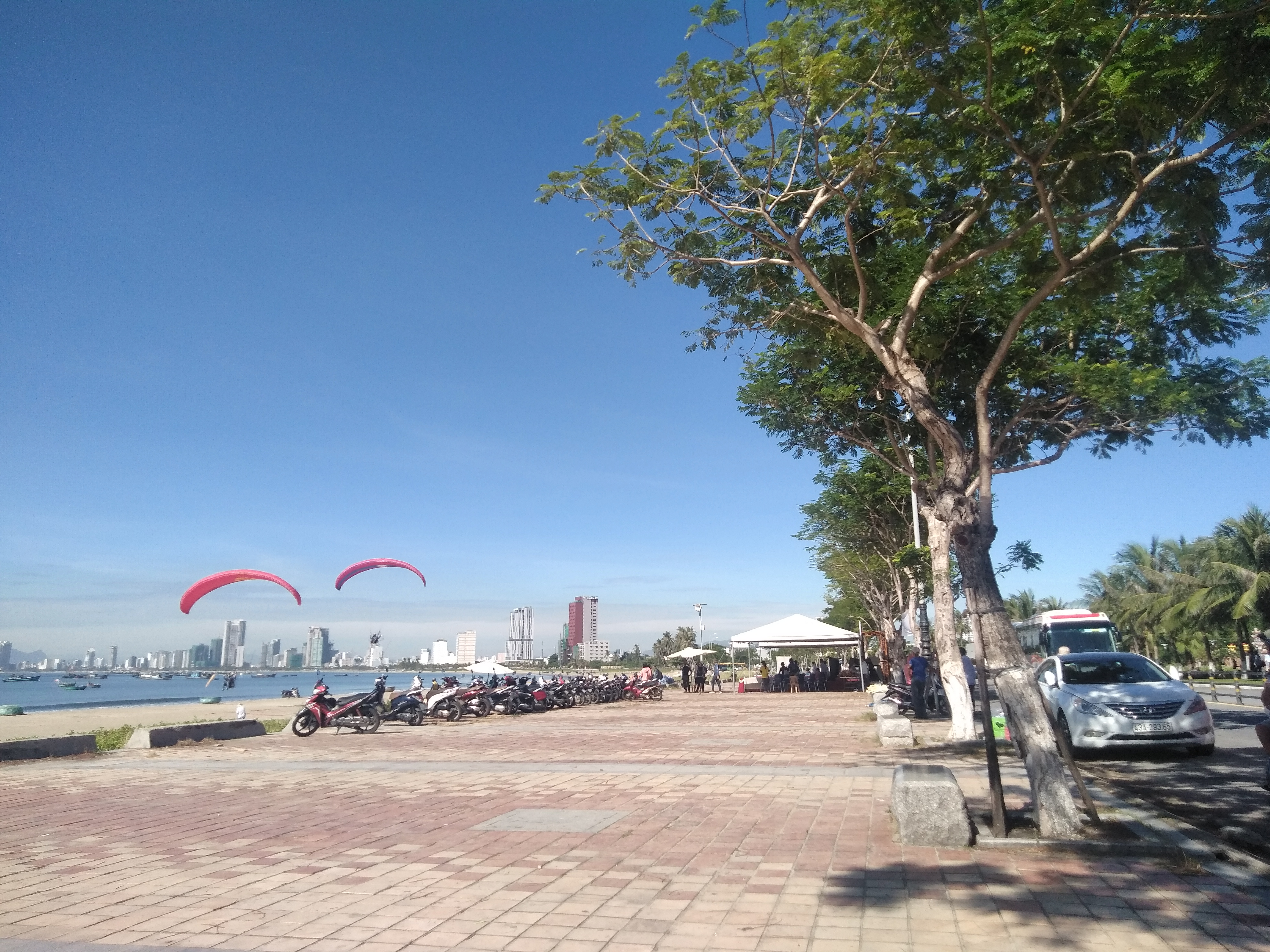
Giải Dù lượn tại Sơn Trà, Đà Nẵng 27/7/2019.